# کوگانه‌زاکی

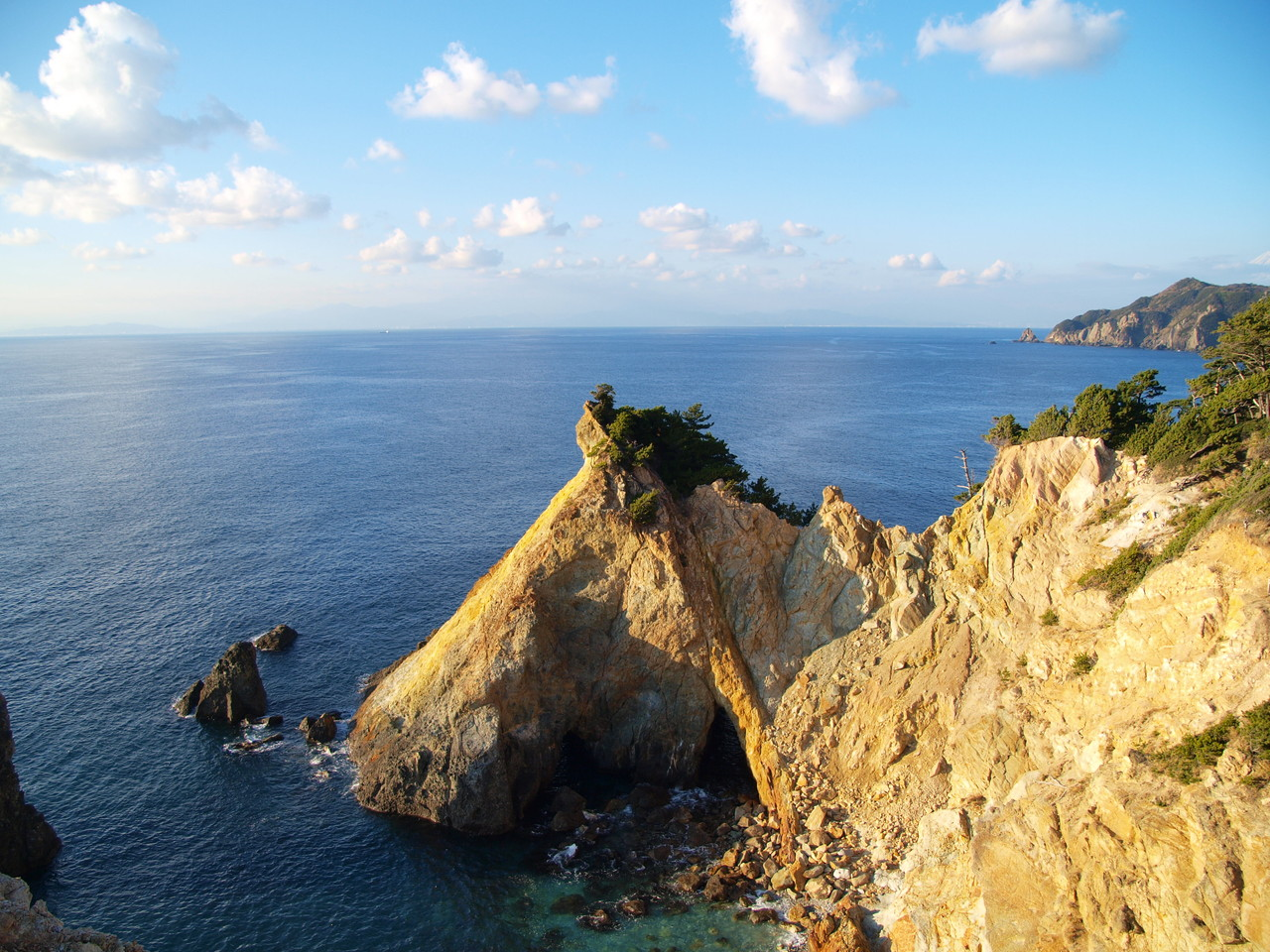
اگر هوا خوب باشد، می توانید کوه فوجی را در شمال (روی صخره سمت راست) ببینید.

کوگانه زاکی (به ژاپنی: 黄金崎（こがねざき）)  این دماغه در ناحیه کامو، شیزوئوکا استان شیزوئوکا واقع شده است. روبه روی خلیج سوروگا، به خاطر صخره های زیبایش که در غروب خورشید طلایی می شوند، شهرت دارد. لایه این صخره، فوران آتشفشان زیردریایی است که بعداً با اثر آب چشمه گرم و گرمای زمین گرمایی تغییر کرده و تغییر رنگ داده است.